# Предраг Ђорђевић (фудбалер, 1990)
Предраг Ђорђевић (Лесковац, 30. јуна 1990) српски је фудбалер.